# Neubrandenburg (stacja kolejowa)
Neubrandenburg – stacja kolejowa w Neubrandenburg, w kraju związkowym Meklemburgia-Pomorze Przednie, w Niemczech. Znajdują się tu 3 perony.